# Carl Friedrich von Fischer
Carl Friedrich Freiherr von Fischer (* 17. Juli 1783 in Karlsruhe; † 21. September 1860 in Baden-Baden; evangelisch) war ein seit 1809 im badischen Staatsdienst stehender Jurist und wurde zum 23. Mai 1844 in den Ruhestand versetzt.

## Familie
Fischer war der Sohn des Karl Friedrich von Fischer (* 3. Dezember 1756 in Karlsruhe; † 9. Oktober 1821 ebenda), Hofgerichtsadvokat und Finanzminister, der am 16. April 1819 zum Freiherrn nobilitiert wurde, und der Maria Theresia geborene Schmittbauer. Er war verheiratet mit Charlotta geborene Braunstein.

## Leben
Fischer studierte Rechtswissenschaften an der Universität Heidelberg und wurde 1808 Rechtspraktikant. Am 3. Februar 1809 erfolgte seine Anstellung als Hofgerichtsassessor am Hofgericht in Rastatt. Am 5. Mai 1813 wurde er Kreisrat beim Murg- und Pfinz-Kreisdirektorium in Rastatt beziehungsweise nach der Verlegung in Durlach. Ab dem 1. November 1822 wurde er Obervogt beim Landamt Karlsruhe und dort am 4. Oktober 1837 zum Geheimen Rat 3. Klasse ernannt. Am 23. Mai 1844 erfolgte die Versetzung in den Ruhestand.

## Auszeichnungen
- 1825 Ritterkreuz des Zähringer Löwen-Ordens
- 1826 Kommandeurkreuz 2. Klasse des Zähringer Löwen-Ordens